# Персі Джеймс Ґрінвей
Персі Джеймс Ґрінвей кавалер Ордена Британської імперії (англ. Percy James Greenway; 1897 — 1980) — британський ботанік.
Зібрав зразки флори у Танзанії та Кенії, які зберігаються в Гарвардському університеті. 